# États généraux de la renaissance française
Les États généraux de la renaissance française sont un rassemblement, du 10 juillet au 13 juillet 1945 à Paris, à l'appel du Conseil national de la Résistance. Ils font suite à une consultation nationale, à partir de questionnaires distribués localement, et réunissent quelque deux mille membres, essentiellement des résistants proches des communistes. Ils sont suivis l'après-midi du 14 juillet d'un grand défilé populaire entre la place de la Concorde et la place de la Bastille, à la suite du défilé militaire du matin.

## Histoire
Le 13 septembre 1944, le comité directeur du Front national avance pour la première fois l’idée d'états généraux qui auraient pour but de permettre au peuple, en l’absence d’élections, de formuler ses attentes et d’être associé à leur mise en œuvre.
Du 15 au 17 décembre 1944, à Paris, le Conseil national de la Résistance organise un Congrès national des comités départementaux de Libération (CDL). Les CDL se voient donner la mission d'organiser la tenue d'états généraux de la Renaissance française pour le 14 juillet 1945. On songe à préparer une nouvelle constitution en faisant participer un maximum de résistants. La référence aux états généraux de 1789 et l'inspiration révolutionnaire est manifeste.
Chaque comité local de libération distribue aux citoyens des questionnaires, qui doivent servir de base à la rédaction de cahiers de doléances. Ces cahiers seront portés à Paris par les représentants des assemblées populaires locales, désignés à raison d'un pour vingt mille habitants.
En mai 1945, Maurice Thorez recommande à tous les membres du Parti communiste français de participer activement aux États généraux.
Le gouvernement provisoire refuse de suivre les délégués des états généraux, et ceux-ci n'auront quasiment aucun impact sur la vie politique française.

## Sources
- [Giron 2024] Baptiste Giron, « Les états généraux de la renaissance française (juillet 1945) : une expérience inédite de « démocratie agissante », entretien avec Michel Pigenet », Cause commune, no 37,‎ janvier, février 2024 (lire en ligne).
- [Bourderon 1994] Roger Bourderon, « Stratégies pour une renaissance (1944-1946) », dans Claude Willard, La France ouvrière, vol. 2, Éditions de l'Atelier, 1994 (DOI 10.3917/ateli.willa.1995.02.0189, lire en ligne), p. 189-221.
- Jean Audier et Philippe Buton, Le Parti communiste français dans la région parisienne : de la Libération de Paris aux États Généraux de la renaissance française 25 août 1944-14 juillet 1945, Mémoire de maîtrise, Univ. Paris 1, 1978, 304 p..
- Michel Pigenet (éd.) et Rossana Vaccaro (éd.), Les Jours heureux : Dans les archives du Conseil national de la Résistance-Louis Saillant, Paris, Codhos, 2018, 142 p. (ISBN 2-9517903-4-1).